# 관료제
관료제(官僚制 영어: bureaucracy)란 특권적 인간의 집단인 관료를 통해서 지배가 행하여지는 중앙집권국가에 생기는 특정의 행동양식과 의식상태를 가리킨다. 이것은 국가조직뿐만 아니라 조건이 구비된 곳에서는 정당·노동조합·기업·학교 등의 대규모의 조직에서도 볼 수 있다. 관료제는 비밀주의, 번문욕례(繁文縟禮), 선례답습, 획일주의, 법규만능, 창의의 결여, 직위이용, 오만 등의 권위주의적 부작용이 유발할 수도 있으며, 이것을 '관료주의' 현상이라고 한다.
회사에서 말하는 관료제는 각 부서마다 엄격하게 역할이 분리되고 이들이 유기적으로 연결되어 경제적 이윤이라는 목적을 효율적으로 달성하는 것을 의미한다. 관료제는 산업화 이후 대규모화된 조직을 효율적으로 운영하기 위해 등장한 사회 조직 운영 방식 중 하나인데 근대 이후 거의 대부분의 사회 조직이 관료제라고 해도 과언이 아닐 만큼 관료제는 보편적인 사회 조직이라고 할 수 있다.

## 특징
여러 정당·시민단체 및 개인기업, 노동조합, 사회 복지 단체, 비정부 조직(NGO) 등의 민간 단체에서 쉽게 찾아볼 수 있는 위계 구조를 가진 체제이다. 기본적인 특징으로서는 다음과 같은 것들을 들 수 있다.
- 관료제의 어원은 일본이며, 그 한자식 표현도 일본어이다. 일본 경제의 폭발적 성장기에 그 뿌리를 두고 있다. 현대 한국 사회에서 도입된 정치, 경제, 사회적 조직의 모습은 일본의 관료제 문화이다. 일본과 같은 형식의 관료제가 도입된 것은 70년대 초반부터 일본경제의 고속성장을 목격하면서 그것을 그대로 벤치마크한 것에 기인한다.
- 관료제의 기본 틀을 정의할 수 있게 한 것은 일본의 근현대사와 고속성장기에 그 뿌리를 두고 있다.
- 규정된 절차를 글자 그대로 따를 것을 강요하는 시스템 하에서 지나치게 시간을 소요하여 원활한 업무수행 및 의사결정을 방해하는 공식화된 규칙을 강제하는 현상이 나타난다. 이것을 '레드 테이프'(Red Tape)라고 한다.
- 상의하달의 지휘 명령 계통을 가지고 피라미드의 형태로 서열화 되어있다. 위계에 있는 사람은 의사결정의 폭이 넓고 책임성도 크며, 위계에 아래에 있는 사람들을 통제하고 관리한다.
- 일정한 자격·자질을 가진 사람을 채용하고, 조직에 대한 공헌도에 따라 지위, 보상이 주어진다. 따라서 관료주의는 연공주의보다는 능력주의에 가깝다.
- 직무가 전문적으로 분화되어 각 부문이 협력해 조직을 운영해 나가는 분업의 형태를 취한다.
- 할거주의 및 부서이기주의가 발생한다. 자기 소속기관, 국, 과만을 생각하고 타 기관이나 국, 과에 대해서는 전혀 고려하지 않으려는 현상이다. 극심한 비효율과 책임전가로 이어진다.
- 파벌주의가 발생하기도 한다. 즉, 관료제의 직위가 실무보다는 집단의 이기심을 위해 기능한다. 검증된 책임유무보다는 집단의 주도권을 중시하는 풍조이다. 특정한 직위를 중심으로 다양한 세력이 연대하며 파벌이 형성된다. 집단을 이루어 개인의 정당한 권한을 억압하고 직위를 초법적으로 악용하게 된다. 집단력으로 검증된 책임유무를 초월하기 때문에 폭력성을 띄기도 한다. 할거주의의 확장선으로 그와 다른 점은 책임전가를 훨씬 뛰어넘어 이기적이되 연대를 통한 조직적인 집단행동이 특징이다.
- 복지부동현상으로 관료들이 실무에 적극적으로 나서는 것이 아니라, 딱 상부에서 지시받은 만큼만 일하려는 것을 의미한다. 관료제 하에서는 책임소재가 명확하여 신상필벌이 확실하다는 장점이 이렇게 책임분배의 비효율 등 단점으로도 작용한다. 관료제의 무사안일주의의 한 사례이다.
- 어떤 프로그램이나 프로젝트가 궁극적으로 지향하는 가치를 망각하고 관료제적 형식이라는 수단이 최종적 목표를 대치해 버리는 현상으로 '형식주의'가 나타난다. 인간관계에서의 이익 및 연공서열을 중심으로 다양한 형태의 착취나 행정적 낭비가 이루어지며, 전시행정이 대표적인 예이다.
- 관료제 문화가 일본에서 창시된 것은 일본의 절대유일 천황체제 아래 형성된 조직적, 집단적 단체행동 질서를 엄격하게 준수하도록 강요한 집단적규율문화와 큰 연관성을 갖고 있다.

## 이론가들

### 칼 마르크스
칼 마르크스는 1843년에 출판된 그의 이론인 “헤겔의 법철학 비판”에서 관료제의 역할과 기능에 대해 설명하였다. 헤겔은 “관료제” 라는 용어를 사용하지는 않았지만 전문 관료의 역할을 긍정적으로 보았다. 반면 마르크스는 관료제를 부정적으로 보았다. 그는 정부의 관료제와 민간 기업의 관료제를 비슷한 축으로 보았다. 마르크스는 기업의 관료제와 정부의 관료제가 상반되는 것처럼 보이지만, 이 둘은 존재하기 위해 상호의존한다고 주장하였다.

### 존 스튜어트 밀
1860년대 정치학자 존 스튜어트 밀은 성공적인 군주제는 관료제의 구축에 달렸으며 중국과 러시아 그리고 유럽 여러 나라의 사례를 근거로 제시하였다. 밀은 관료제를 대의 민주주의와는 분리된 별개의 형태로 언급했다. 관료제의 장점은 업무 처리과정에서의 경험의 축적이라고 주장하였다. 밀은 관료제를 선출직보다는 임명직을 선호하는 특징을 통해 대의제 정부와 비교되는 또 하나의 지배 형태로 보았다. 밀은 관료제는 결국 '창의성'을 제한하고, 소수의 권력자들에 의해 주도될 위험이 있다고 주장하였다.

### 막스 베버
독일의 사회학자 막스 베버(1864-1920)는 “관료제의 본질과 발달”이라는 논문에서 공공 행정과 정부, 기업의 다양한 형태를 설명하였다. 베버는 처음으로 관료제를 연구하고 관료제라는 용어를 첫 사용한 사람이다. 현대의 행정학 연구는 결국 베버로 거슬러 올라가게 된다.
베버는 가장 효율적이고 합리적인 조직으로서 관료제의 열쇠는 합리적이고 합법적인 권한에 있으며 이는 서구 사회의 합리성이 자리 잡을 수 있었던 핵심 과정으로 보았다. 베버는 관료제의 숭배자는 아니지만 관료제는 인간이 만든 조직 중에서 가장 효율적이고 합리적인 것이며 현대 사회에 필수적인 것이라고 주장하였다.
“관료제란 지식으로 통치하는 것을 의미한다.”
베버는 관료제 출현의 전제 조건으로 통치되는 공간의 확장과 인구의 성장, 점점 복잡해져 가는 행정 업무, 효율성이 필요한 화폐 통화 시스템의 구축을 제시하였다. 교통 통신 기술의 발전은 행정을 최대한 효율적으로 만들지만 한편으로 대중은 보다 민주적이고 합리적인 결과를 요구한다. 베버가 말한 전형적인 관료제의 특징으로는 위계의 서열화, 권한의 명확화, 문서로 정의된 법규에 따른 과업 수행, 전문성을 지닌 관료, 개인이 아닌 조직에 의해 검증된 경력 관리 등을 들 수 있다.
베버는 관료의 권한에 따라 공공 관료제와 민간 관료제에 대해 설명하였다. 권한은 다음과 같이 다양한 규칙과 법률, 조례 등으로 규정된다.
- 과업의 엄격한 구분
- 권한이 법규로 명확하게 제한되고 구분되는 환경에서의 지휘권
- 전문성을 지닌 관료에 의해 이루어지는 과업의 균형적이고 안정적인 처리

베버는 관료제를 가장 효율적인 조직으로 보았다. 그러면서도 동시에 관료제는 합리성을 기반으로 개인을 통제하여 서서히 영혼이 없는 삭막한 철창에 가두어 버리는 시스템이 될 수도 있다고 보았다.

## 같이 보기
- 애드호크라시
- 레드테이프